# Abriss des Jahres
Abriss des Jahres ist ein Negativpreis des Bayerischen Landesvereins für Heimatpflege. Bei der Erteilung des Schmähpreises geht es um eine besonders schlechte oder verachtenswerte Leistung hinsichtlich des Abrisses, des Abbruchs oder Rückbaus, des Zerstörens und Entsorgens von erhaltenswert angesehenen Bauwerken.
- 2024:[1]
  - Wagnergasse 2 in Landshut
  - Handwerkerhaus in Bad Birnbach
  - Atomkraftwerk-Türme in Grafenrheinfeld